# (117) Ломия
(117) Ломия (др.-греч. Λάμια) — довольно крупный астероид главного пояса, который принадлежит к тёмным астероидам спектрального класса C. Он был открыт 12 сентября 1871 года французским астрономом Альфонсом Борелли в Марсельской обсерватории и, хотя происхождение названия неизвестно, но есть мнение, что Ломия — ошибочное написание имени мифологической ливийской царицы Ламии, возлюбленной Зевса.

Орбита астероида Ломия и его положение в Солнечной системе
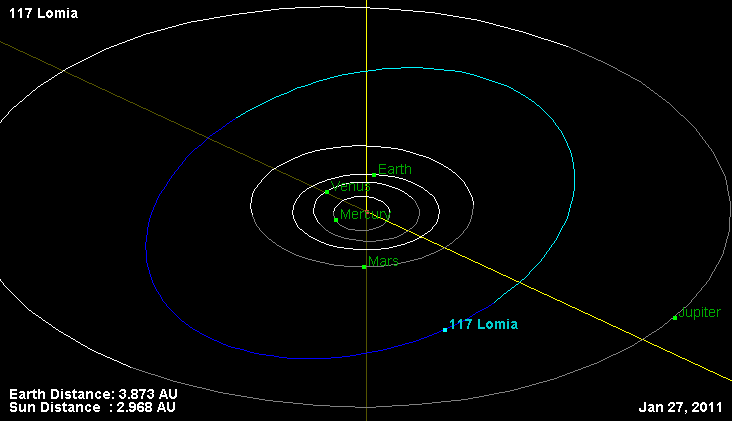
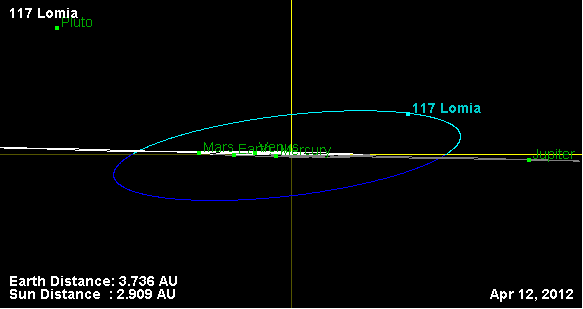

Покрытия звёзд этим астероидом наблюдались дважды в 2002 и в 2003 годах.